# قطار الشمال الجنوب
قطار سار أو الخط الحديدي من الشمال إلى الجنوب (NSR) أو خطوط السكة الحديدية الجديدة (مشروع الشركة السعودية للخطوط الحديدية سار) في المملكة العربية السعودية. ويُعتبر مشروع الشركة السعودية للخطوط الحديدية. أكبر مشروع لإنشاء خطوط السكك الحديدية في العالم حاليًا. يتكون مشروع الشركة السعودية للخطوط الحديدية من خطين رئيسيين، يبدأ الأول منهم من الرياض ويمتد ناحية الشمال الغربي إلى مركز القريات) بالقرب من الحدود الأردنية، كما يمتد الخط الثاني من نقطة المنتصف تقريبًا من خط الرياض – القريات إلى نقطة يطلق عليها اسم «ملتقى الزبيرة» شمالاً.

## نظرة تاريخية
بموجب المرسوم الملكي رقم 56 وتاريخ 13/ 4/ 1424 ، مولت الحكومة السعودية من خلال صندوق الاستثمارات العامة (PIF) المشروع. ويتكون مشروع الشركة السعودية للخطوط الحديدية من خطين رئيسيين، يبدأ الأول من الرياض ويمتد باتجاه الشمال الغربي إلى الحديثة بالقرب من الحدود الأردنية، كما يمتد الخط الثاني من نقطة المنتصف تقريباً من خط الرياض – الحديثة إلى نقطة يطلق عليها اسم «ملتقى الزبيرة» شمالاً، مروراً بمناطق ترسب البوكسايت في الزبيرة، وصولاً إلى منشآت المعالجة والتصدير في رأس الزور على ساحل الخليج العربي. كما سيتم بناء العديد من الخطوط الفرعية كجزء من المشروع. حيث سيتم تكريس أحد الفروع من الخط الرئيسي الذي يمتد من الرياض إلى الحديثة لخدمة مناجم الفوسفات في منطقة الجلاميد في شمال غرب البلاد، كما سيتم تكريس فرع آخر لخدمة منطقة البسيطاء الزراعية في الشمال الشرقي من البلاد. كما سيتم تكريس خط فرعي يبدأ من الخط الرئيسي الممتد بين منطقة الزبيرة إلى رأس الزور لخدمة مناجم البوكسايت في منطقة الزبيرة ، بالإضافة إلى خط فرعي آخر لخدمة مدينة الجبيل الصناعية المطلة على الخليج العربي . ويضمن المشروع الإجمالي للشركة السعودية للخطوط الحديدية إنشاء سكة حديدية يقارب طولها 2400 كيلومتر بالإضافة إلى سكك التخزين الجانبية والساحات ونقاط الصيانة والمحطات والمنشآت الإدارية.
وتخطط الحكومة على إيصال البنية التحتية والمنشآت المرتبطة بها والقاطرات والمعدات الدراجة وغيرها من المعدات إلى الشركة السعودية للخطوط الحديدية (سار) وهي مؤسسة تجارية تم إنشاؤها حديثاً من المقرر أن تمتلك الأصول وتكون مسؤولة عن صيانة الخطوط والمعدات وتوفير خدمات السكك الحديدية من خلال جهة تشغيل تعاقدية. حيث ستقوم جهة التشغيل التعاقدية بتأسيس كيان تشغيلي داخل المملكة العربية السعودية لصيانة البنية التحتية والمعدات الدراجة وتوفير شحن المعادن الثقيلة والشحن العام وخدمات نقل الركاب . ومن المتوقع أن تبدأ عمليات التشغيل في قطاعات السكة الحديدية خلال عامي 2010/2011.
حيث وقع الدكتور إبراهيم بن عبد العزيز العساف وزير المالية رئيس مجلس إدارة صندوق الاستثمارات العامة العقود الثلاثة العائدة لصالح الشركة السعودية للخطوط الحديدية (سار) التي تملكها الحكومة، مع تحالف فرنسي - سعودي، وشركتين أمريكية وصينية، وأن التكلفة الإجمالية بلغت أكثر من 12 مليار ريال . وتبلغ قيمة عقد نُظم الاتصالات وإشارات التحكم المُوقع مع تحالف شركة تاليس الفرنسية بالتضامن مع مجموعة بن لادن السعودية (1.710.000.000) ريال ومدة تنفيذه خمس سنوات ويشتمل على تأسيس شبكة الإشارات والتحكم وأنظمة الاتصالات والمراقبة والأمن باستخدام نظام التحكم الأوروبي .
كما يشتمل على إنشاء مركز التشغيل والمراقبة وأنظمة التذاكر ومعلومات المسافرين والإنترنت داخل محطات القطار إضافة إلى ربط الطريق بشبكة من الألياف البصرية. وقال الوزير إنه في إطار حرص صندوق الاستثمارات العامة على مشاركة الشركات الوطنية لنقل وتوطين تقنية السكة الحديدية في المملكة فقد تم توقيع مذكرة تفاهم بين الشركة المنفذة لهذا العقد وشركة الإلكترونيات المتقدمة (وهي إحدى شركات برنامج التوازن الاقتصادي) يتضمن مشاركة المهندسين والفنيين السعوديين في مراحل تنفيذ هذا العقد بما في ذلك التشغيل والصيانة وتصنيع قطع الغيار اللازمة . وفيما يخص عقد القاطرات الموقع مع الشركة الأمريكية إلكتروموتف ديزل فتبلغ قيمته ( 337.794.487 ) ريالاً ويشتمل على تصميم وتصنيع وتوريد 25 قاطرة بقوة 4300 حصان تستخدم لقطارات معدن الفوسفات بطول ثلاثة كيلومترات بمعدل 160 عربة لكل قطار وبحمولة تصل إلى 16000 طن للقطار الواحد كما تستخدم أيضا للنقل العام كما يتضمن العقد توفير الدعم الفني من قبل الشركة لمدة سنتين بعد التوريد . وتبلغ قيمة العقد الثالث الموقع مع الشركة الصينية الجنوبية للقاطرات والمقطورات المحدودة لتصنيع وتوريد عربات شحن المعادن والشحن العام (342.299.074) ريالاً ويشتمل على تصميم وتصنيع وتوريد 668 عربة منها 524 عربة لنقل معدن الفوسفات بحمولة 100 طن لكل عربة و 144 عربة مسطحة وصهاريج وحاويات للنقل العام والمنتجات النفطية.

## المحطات
تم تخصيص 6 محطات للركاب في مشروع قطار الشمال موزعة على طول المسار وهي مطار الملك خالد والمجمعة والقصيم وحائل والجوف والحديثة ، وبدأ بتشغيل الجزء الصناعي من المشروع في الربع الأخير من عام 2010، ويهدف لنقل المعادن من منجم حزم الجلاميد ومنجم الزبيرة إلى معامل التكرير في رأس الزور شمال مدينة الجبيل ، ويحتوي المشروع على 9 محطات لخدمات الشحن موزعة على طول المسار وهي الرياض وسدير والقصيم وحائل والجوف والبسيطاء ورأس الزور والجبيل والحديثة ، وسيتم نقل خامات الفوسفات والبوكسايت من شمال ووسط المملكة إلى منشآت المعالجة والتعدين برأس الخير على الخليج العربي .

## روابط
- https://web.archive.org/20090929093547/www.sar.com.sa/index.php?partid=1&la=en